# ボーイズ・イン・ザ・バンド
『ボーイズ・イン・ザ・バンド』（原題：The Boys in the Band）は、2020年に配信されたアメリカ合衆国のドラマ映画。監督はジョー・マンテロ、主演はジム・パーソンズが務めた。本作は1968年に初演された舞台劇『真夜中のパーティー』を映画化した作品であり、同劇の2回目の映画化作品である。

## 概略
1968年7月、マンハッタンのアッパー・イースト・サイド。マイケルは友人のハロルドの誕生日パーティーを主催することになった。マイケルとハロルドは同性愛者であり、パーティーには同性愛者の仲間たちだけが参加する予定だった。ところが、マイケルの異性愛者の友人、アランが飛び入りでパーティーに参加することになり、何事もなく終わるはずだったパーティーで波乱が巻き起こってしまう。

## キャスト
※括弧内は日本語吹替
- マイケル：ジム・パーソンズ（小松史法）
- ハロルド：ザカリー・クイント（滝知史）
- ドナルド：マット・ボマー（高橋広樹）
- ラリー：アンドリュー・ラネルズ（大泊貴揮）
- カウボーイ：チャーリー・カーヴァー（福西勝也）
- エモリー：ロビン・デ・ヘスス（高木渉）
- アラン：ブライアン・ハッチソン（ふくまつ進紗）
- バーナード：マイケル・ベンジャミン・ワシントン（新垣樽助）
- ハンク：タック・ワトキンス（山岸治雄）

## 製作
2019年4月17日、『glee/グリー』や『POSE/ポーズ』などを手がけたライアン・マーフィーが舞台劇『真夜中のパーティー』の映画化を手がけると発表した。マーフィーは2018年に『真夜中のパーティー』のブロードウェイでの再演をプロデュースしており、そのときの演出を担当したジョー・マンテロが映画版の監督を務めることになった。また、本作の主要キャストは同性愛者であることをカミングアウトしており、2018年の再演時にも同じ役を演じていた。7月、本作の主要撮影がカリフォルニア州で始まった。

## 主な挿入曲
- アーマ・フランクリン 「ホールド・オン、アイム・カミング」
- マーヴィン・ゲイ&タミー・テレル 「Good Lovin' Ain't Easy to Come By」
- スタン・ゲッツ&チャーリー・バード 「サンバ・ヂ・ウマ・ノタ・ソ」
- アレサ・フランクリン 「96つぶの涙」
- マーサ&ザ・ヴァンデラス 「ヒート・ウェイヴ」
- マイルス・デイヴィス 「ラウンド・ミッドナイト」
- グラディス・ナイト&ザ・ピップス 「悲しいうわさ」
- ソン・トレス 「恋の面影」
- ハーブ・アルパート 「ディス・ガイ」

## マーケティング
2020年8月21日、本作の劇中写真が初めて公開された。9月2日、本作のオフィシャル・トレイラーが公開された。

## 評価
本作は批評家から好意的に評価されている。映画批評集積サイトのRotten Tomatoesには77件のレビューがあり、批評家支持率は81%、平均点は10点満点で7.56点となっている。サイト側による批評家の見解の要約は「『ボーイズ・イン・ザ・バンド』の脚本にはサプライズや現代に通じる切実なものが含まれており、出演者の演技も見事である。同作は舞台劇の古典的名作を見事に映画化した作品であると言える。」となっている。また、Metacriticには23件のレビューがあり、加重平均値は70/100となっている。